# 二ツ星の料理人
『二ツ星の料理人』（ふたつぼしのりょうりにん、原題: Burnt）は、2015年のアメリカ合衆国のドラマ映画である。監督をジョン・ウェルズ、脚本をスティーヴン・ナイト、主演をブラッドリー・クーパーが務めている。

## あらすじ
アダム・ジョーンズ（ブラッドリー・クーパー）がロンドンに帰ってくる。天才肌の料理人である彼は、パリのレストランに務めていた頃、トラブルを起こしてばかりいた。しかし、現在は麻薬と酒を止めて、世界一のレストランを作るという夢を胸に抱いている。
アダムはトニー（ダニエル・ブリュール）のホテルを訪ねて、レストランを自分に任せてほしいと頼むが、アダムの悪行の数々を知るトニーは首を縦に振ろうとしない。後日、料理評論家のシモーネ（ユマ・サーマン）がレストランに来る。アダムは厨房に入ることを許可されて、その料理でシモーネの舌を満足させる。ロッシルド医師（エマ・トンプソン）のカウンセリングを定期的に受けるという条件の下、トニーはアダムにレストランを任せる。
アダムは、ミシュランの三ツ星を獲得するという目標に向けて、腕利きの料理人たちを集める。一人娘をもつシングル・マザーのエレーヌ（シエナ・ミラー）、パリで同僚だったミシェル（オマール・シー）、刑務所から出所したばかりのマックス（リッカルド・スカマルチョ）、新人のデヴィッド（サム・キーリー）が仲間に加わる。
アダムは、エレーヌと共に、リース（マシュー・リス）のレストランの開店パーティーに足を運ぶ。そこには、アダムの師匠の娘であるアンヌ・マリー（アリシア・ヴィキャンデル）の姿があった。アンヌ・マリーは、恋人だったアダムが3年前に行方をくらませたことも、アダムが彼女の父親の葬儀に出席しなかったことも、今は許しているという。その夜、アダムは魚市場を歩きながら、自らの人生を振り返る。帰り道で、アダムとエレーヌはキスを交わす。
麻薬の売人が、借金を返済していないアダムの前に現れて、彼に暴行を加える。アダムは傷だらけの姿でレストランに出勤する。トニーやエレーヌが彼を病院に連れて行こうかと心配する中、レストランにミシュランの調査員が来たらしい、と厨房へ連絡が入る。アダムたちは全力で調理に取りかかるが、料理が厨房に突き返される。その料理のソースにはミシェルが大量の唐辛子を入れていた。ミシェルは、パリで独立を果たした後、アダムがレストランにネズミを放ったせいで閉店に追い込まれた恨みを忘れていなかったのである。復讐を果たしたミシェルは、レストランを去っていく。
絶望した顔つきのアダムはウォータールー橋へ向かう。彼は、橋の欄干から身を乗り出し、料理のアイディアが記されたスケッチ帳を投げ捨てる。その後、リースのレストランを訪れたアダムは、大声を出して暴れるが、リースは静かに彼を受け入れる。翌朝、アダムは、リースがアダムの料理を認めているのだと聞かされる。2人のあいだにあった長年のわだかまりが消えていく。
アダムは、レストランに戻る道すがら、アダムの借金を全て肩代わりしたばかりのアンヌ・マリーと出くわす。彼女は、父親の形見のナイフをアダムに手渡し、アダムのもとを立ち去る。トニーとエレーヌがアダムの部屋を訪ねてくる。トニーは、レストランに来ていたのはミシュランの調査員ではなく、ただのビジネスマンだった、とアダムに告げる。三ツ星を獲得する夢が消えていないと知って、興奮したアダムはトニーにキスする。アダムに惹かれているトニーは、平静を装いながら、アダムとエレーヌを部屋に残し、その場をあとにする。
アダムは、かつての仕事ぶりとは打って変わって、他の料理人と協力して調理に取り組んでいる。休憩時間には、仲間たちと談笑しながら食卓を囲む彼の姿が見えるのであった。

## キャスト
※括弧内は日本語吹替
- アダム・ジョーンズ - ブラッドリー・クーパー（東地宏樹）
- エレーヌ - シエナ・ミラー（園崎未恵）
- ミシェル - オマール・シー（竹内栄治）
- トニー - ダニエル・ブリュール（内田夕夜）
- マックス - リッカルド・スカマルチョ（斎藤寛仁）
- デヴィッド - サム・キーリー（金城大和）
- アンヌ・マリー - アリシア・ヴィキャンデル（森なな子）
- リース - マシュー・リス（田村真）
- サラ - リリー・ジェームズ（櫻庭有紗）
- シモーネ - ユマ・サーマン（寺依沙織）
- ロッシルド医師 - エマ・トンプソン（入江純）

※日本語吹替は上記の他、機内上映版が存在する。

## 評価
Metacriticでは、28件の批評家レヴューで平均値は42点だった。Rotten Tomatoesでは、139件の批評家レヴューで平均値は5点、支持率は29%だった。

## その他
2019年の日曜劇場『グランメゾン東京』は本作との類似性が指摘されている。